# Leighton Phillips
Leighton Phillips (født 25. september 1949 i Neath, Wales) er en tidligere walisisk fodboldspiller (forsvarer).
Phillips var på klubplan tilknyttet de to største klubber i Wales, Cardiff City og Swansea City, begge hjemmehørende i det engelske ligasystem. Han spillede også to sæsoner i de engelske klubber Aston Villa, Charlton og Exeter. Hos Aston Villa var han i 1977 med til at vinde Liga Cuppen for tredje gang i klubbens historie.
Phillips spillede desuden 58 kampe for det walisiske landshold. Hans første landskamp var et opgør mod Tjekkoslovakiet 21. april 1971 i kvalifikationen til EM i 1972.

## Titler
Engelsk Liga Cup
- 1977 med Aston Villa